# Topf & Söhne
Topf & Söhne var en tysk virksomhed grundlagt i 1878 af brygmester Johann Andreas Topf. Firmaet havde speciale i forbrændingsteknik. Firmaet er i dag mest kendt for at producere de forbrændingsovne, som nazisterne brugte under 2. verdenskrig til at brænde jøder med i koncentrationslejrene.

## Før 1. verdenskrig
Topf & Söhne havde 500 ansatte, og var derfor en mellemstor virksomhed i datidens Tyskland.
I 1939 var beskæftigelsen på sit højeste med 1.150 ansatte

## Før 2. verdenskrig
Grundlægges i 1878 af Johann Andreas Topf. I 1935 gøres virksomheden til et kommanditselskab og overtages af Johann Topfs to sønner Ludwig Topf og Ernst-Wolfgang Topf.

## Efter 2. verdenskrig
Firmaet Topf & Söhne går konkurs i starten af 1950erne.

### Produkter
Firmaet producerer bl.a.: dampkedler, skorstene og blæser- og ventilationsanlæg. Fra år 1914 produceres der ligbrændingsovne til krematorier.

## Produktion af ovne til koncentrationslejre
Da 2. verdenskrig begynder, henvender SS sig til Topf & Söhne for at bestille ligbrændingovne til koncentrationlejrene. Topf & Söhne sælger først, mobile forbrændingsovne oprindeligt beregnet til afbrænding af døde dyr, til SS. Senere udvikler Topf & Söhne stationære ovne som installeres i koncentrationslejrene Buchenwald og Dachau.
Da Tyskland invaderer Polen i 1939, stiger antallet af fanger til koncentrationslejrene, og SS får brug for større ligforbrændingsanlæg. Dette inspirerer Topf & Söhnes overingeniør Kurt Prüfer (med speciale i krematoriebyggeri) til udvikle en transportabel dobbelt-muffelovn. Topf & Söhne sælger disse ovne til SS.

## Eksterne kilder og henvisninger
1. ↑  Om Kurt Prüfer på facinghistory.org

50°58′19″N 11°3′21″Ø / 50.97194°N 11.05583°Ø